# Clubiona moesta
Clubiona moesta este o specie de păianjeni din genul Clubiona, familia Clubionidae, descrisă de Banks, 1896. Conform Catalogue of Life specia Clubiona moesta nu are subspecii cunoscute.